# Кавайон-Веронезе
Кавайон-Веронезе (итал. Cavaion Veronese) — коммуна в Италии, располагается в провинции Верона области Венеция.
Население составляет 4165 человек, плотность населения составляет 347 чел./км². Занимает площадь 12,85 км². Почтовый индекс — 37010. Телефонный код — 045.
Покровителем коммуны почитается святой Иоанн Креститель. Праздник ежегодно празднуется 24 июня.

## Города-побратимы
- Бад-Айблинг, Германия (2006)